# Félix Ziem
Félix Ziem (n. 26 februarie 1821, Beaune, Bourgogne, Franța – d. 10 noiembrie 1911, Paris, Franța) a fost un pictor francez în stilul Școlii Barbizon, care a produs și câteva lucrări orientaliste.

## Biografie
S-a născut Félix-Francois Georges Philibert Ziem în Beaune, în departamentul Côte-d'Or din regiunea Burgundia, Franța. Mama lui era originară din Burgundia, care se căsătorise cu un imigrant din Croația. Inițial, Ziem plănuia să devină arhitect, a studiat la École des Beaux-Arts din Dijon și pentru o perioadă a lucrat ca arhitect. În 1839 s-a mutat la Marsilia, unde a primit o instruire informală în pictură de la Adolphe Monticelli⁠(d).
Pictura s-a dezvoltat dintr-un hobby într-o carieră în urma unei vizite în Italia în 1841, unde s-a îndrăgostit de orașul Veneția, loc ce avea să devină sursa multor lucrări ale sale și la care s-a întors anual până în 1892. În afară de scenele venețiene, el a pictat și multe naturi moarte, portrete și peisaje din diverse locații care reflectau călătoriile sale. După o călătorie de un an în Imperiul Otoman și Egipt în 1857-58, el a început să includă în opera sa lucrări cu o temă orientalistă. Peisajele sale au inclus scene dintr-o varietate de locații, inclusiv Constantinopol, Egipt, Martigues, Cagnes-sur-Mer și Burgundia natală. Ziem a fost un artist de succes comercial în timpul vieții sale.

## Carieră
Lucrările lui Ziem au fost expuse pentru prima dată în 1849 la Salonul de la Paris, iar Ziem a rămas un expozant obișnuit acolo timp de mulți ani. De asemenea, a călătorit intens prin Europa și în 1860 s-a mutat la Montmartre, cartierul artistic al orașului Paris. Având succes financiar, el era cunoscut pentru ajutorul acordat tinerilor artiști care se chinuiau să devină artiști.
În 1857, guvernul Franței i-a recunoscut contribuția în lumea artei, făcându-l Cavaler al Legiunii de Onoare.
Félix Ziem a murit în 1911 și a fost înmormântat în cimitirul Père Lachaise din Paris.

## Picturi alese

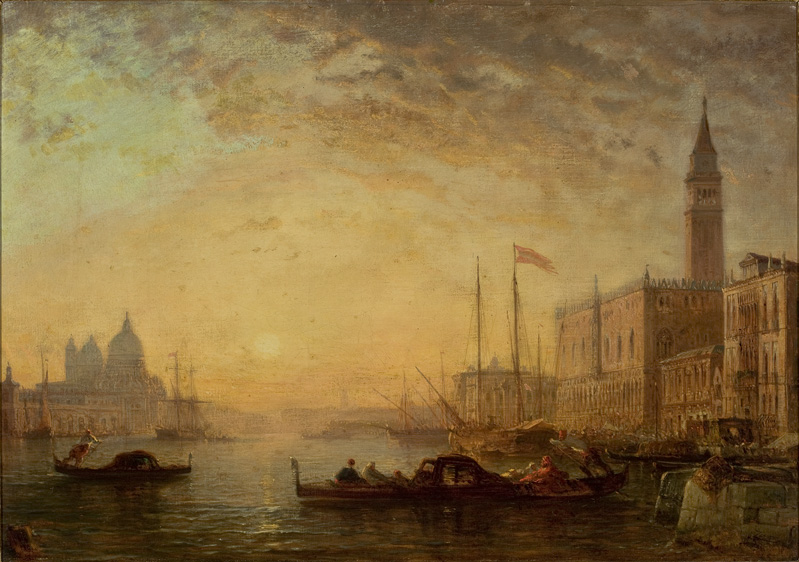
The Grand Canal in Venice (São Paulo Museum of Art).
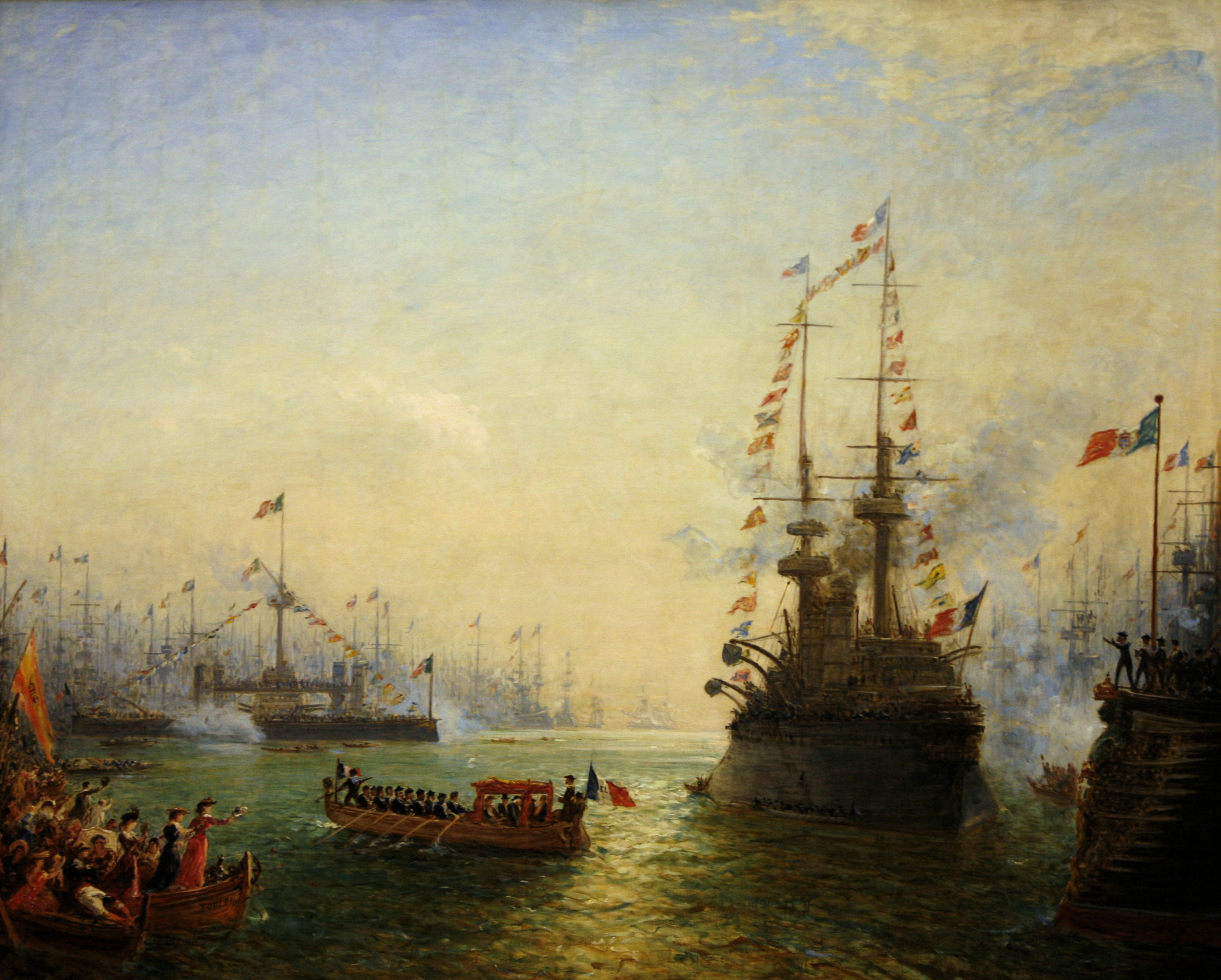
French President Émile Loubet⁠(d) Visiting the French and Italian Squadrons in Toulon (1901)
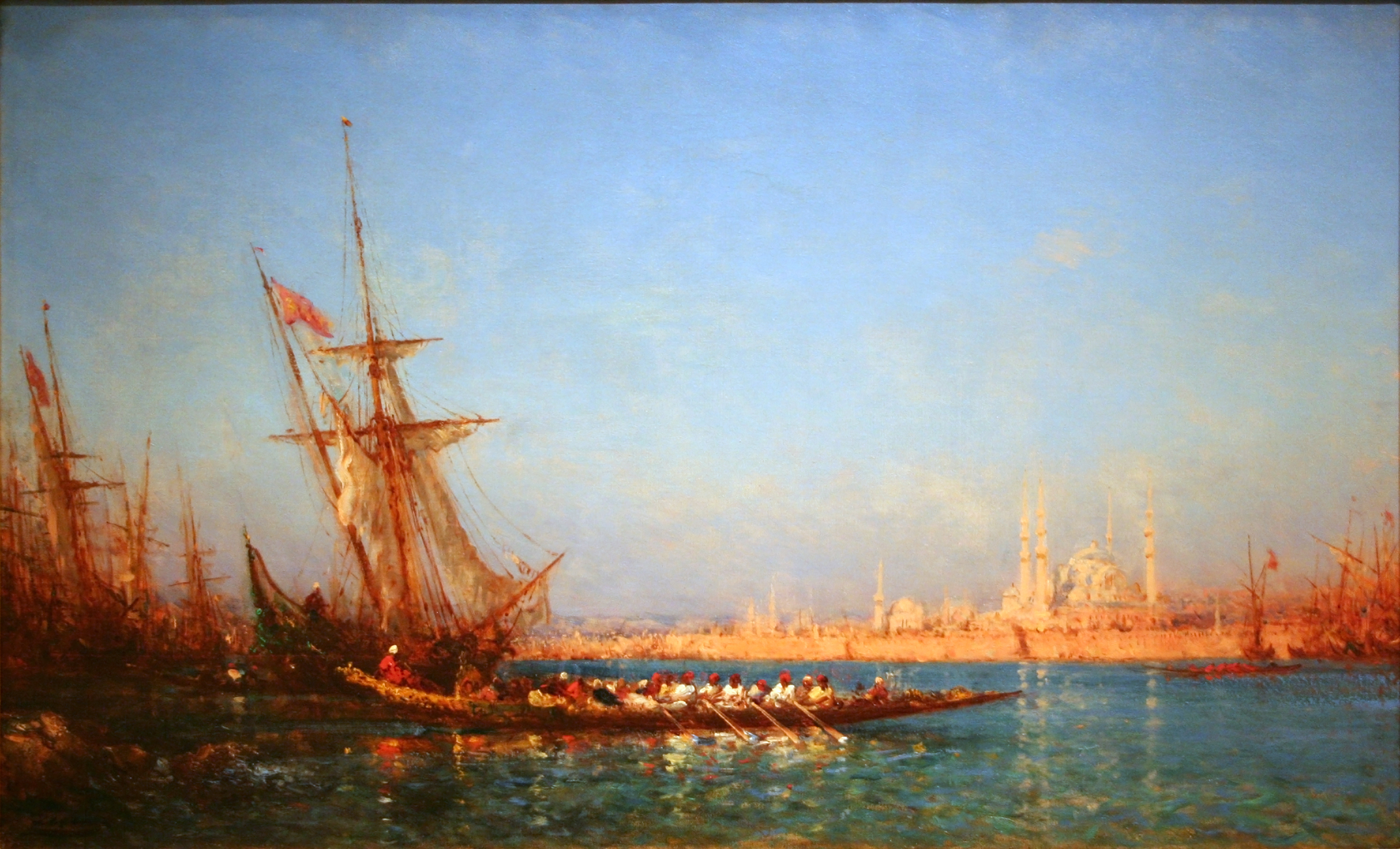
View of Istanbul (Pera Museum, Istanbul)